# Nordlands Trompet
Nordlands Trompet är en dikt skriven av den norske författaren Petter Dass. Nordlands trompet kallas ofta för en topografisk dikt; den skildrar den nordnorska naturen, midnattssolen, faunan samt mänskliga förehavanden som jakt, fångst och handel. Nordlands Trompet är ett klassiskt skaldestycke i den norska litteraturhistorien. Dikten utgavs första gången 1739 då med titeln Nordlands Beskrivelse. 